# Auty
Auty település Franciaországban, Tarn-et-Garonne megyében. Lakosainak száma 144 fő (2022. január 1.). Auty Molières, Montalzat, Montpezat-de-Quercy és Saint-Vincent-d'Autéjac községekkel határos.

## Népesség
A település népessége az elmúlt években az alábbi módon változott:
| Lakosok száma | 140  | 150  | 148  | 145  | 142  | 144  | 146  | 147  | 144  |
|               | 2013 | 2015 | 2016 | 2017 | 2018 | 2019 | 2020 | 2021 | 2022 |